# Hans Bendix
Hans Bendix (født 19. januar 1898 i København, død 10. december 1984) var en dansk tegner, maler og kulturradikal debattør.
Bendix blev uddannet som maler i Paris, London og København og debuterede på Kunstnernes Efterårsudstilling 1922.
I 1925 var han tegner ved Le Quotidien i Paris. Fra 1925 tegnede han til Blæksprutten og i perioden fra 1926 til 1928 til Kritisk Revy. Bendix’ ophold i Paris blev afbrudt af et nødtvunget eksil til  USA i perioden fra 1941 til 1945.
Han blev medredaktør af de antinazistiske tidsskrifter Aandehullet og Kulturkampen.
Bendix var tegner ved Social-Demokraten fra 1922 til 1950. Han viste her sin sans for politisk satire, reportagetegning og ikke mindst teater- og ballettegning og portrætskildring; særligt indlevede af skuespillerinden Bodil Ipsen. Han kunne i en minimal ekspressiv streg fastholde flygtige bevægelser, mimik og personlighed. 
Fra 1950 til sin død tegnede han til dagbladet Politiken og var  medredaktør af Hjemmets Søndag fra 1948 til 1950. Bendix' stil var let og yndefuld og viste sig til tider i skildringer af unge kvinder, og han lagde ikke skjul på sin inspiration fra og begejstring ved fransk kultur og kunst.
Bendix var medlem af af Grønningen fra 1926 og blev æresmedlem i 1976, og han var medlem af Vrå-udstillingen fra 1964. Han er repræsenteret på udenlandske og danske museer og havde separatudstillinger bl.a. i Kunstforeningen 1941, 1958 og 1972, en retrospektiv udstilling i Kunstindustrimuseet 1973 og Nasjonalgalleriet, Oslo 1974.
Bendix blev tildelt Købke-stipendiet i 1925, Eckersberg Medaillen i 1951, Storm Petersen Prisen i 1962,  Norsk-dansk Legat i 1973, Ingenio et arti og blev Ridder af Dannebrog. Bendix var formand for Danske Bladtegnere fra 1949 til 1960, derefter æresmedlem, og formand for Ligaen for Tolerance i perioden fra 1948 til 1958, derefter æresmedlem og medlem af Socialdemokratiets kulturudvalg fra 1965.
Et udvalg af Hans Bendix' portrætter af bl.a. kendte internationale kunstnere er samlet i bogen Krop og kontrafejer (1974) og Hvad jeg skrev, det tegnede jeg (Politikens nytårsbog, 1967). Han virkede også som kunst- og litteraturanmelder, udgav rejsebøger med egne illustrationer, bøger med teatertegninger og samtaler med tidens mestre i billedkunst. Hans erindringer er udgivet i fire bind (1967-75), omfattende Troskyldigt forår (memoirer I, 1967), Urolig sommer (memoirer II, 1969), Spraglet efterår (memoirer III, 1973) og Lun vinter (IV, 1975).
Hans Bendix er begravet på Garnisons Kirkegård.

## Udvalgt bibliografi
- Hans Bendix (1939), Med Ryggen til Europa, Wikidata  Q100600675